# Ernie Harper
Ernest Harper, detto Ernie (Chesterfield, 3 agosto 1902 – Tullamarine, 9 ottobre 1979), è stato un maratoneta e mezzofondista britannico.

## Palmarès
- Giochi olimpici

Berlino 1936: argento nella maratona.
- Giochi dell'Impero Britannico

Hamilton 1930: argento nelle 6 miglia.
- Campionati internazionali di corsa campestre

Newcastle-on-Tyne 1924: oro a squadre, argento nell'individuale.
Dublino 1925: oro a squadre.
Bruxelles 1926: oro nell'individuale, argento a squadre.
Caerleon 1927: argento a squadre.
Ayr 1928: argento a squadre.
Vincennes 1929: argento a squadre.
Leamington 1930: oro a squadre.